# Maratus amabilis
Maratus amabilis är en spindelart som beskrevs av Karsch 1878. Maratus amabilis ingår i släktet Maratus och familjen hoppspindlar. Inga underarter finns listade i Catalogue of Life.